# Руда (Козеницький повіт)
Руда (пол. Ruda) — село в Польщі, у гміні Козениці Козеницького повіту Мазовецького воєводства.
Населення — 197 осіб (2011).
У 1975-1998 роках село належало до Радомського воєводства.

## Демографія
Демографічна структура станом на 31 березня 2011 року:
|          | Загалом | Допрацездатний вік | Працездатний вік | Постпрацездатний вік |
| -------- | ------- | ------------------ | ---------------- | -------------------- |
| Чоловіки | 98      | 20                 | 70               | 8                    |
| Жінки    | 99      | 25                 | 57               | 17                   |
| Разом    | 197     | 45                 | 127              | 25                   |